# ヤン・ヘジ
ヤン・ヘジ（韓国語：양혜지、1996年1月20日 - ）は、Awesome ENT所属の大韓民国の女優、モデルである。

## 出演

### ドラマ
- 全知的片思いの時点シーズン2（2016年、KOKTV）- ヤン・ヘジ役
- 彼らが愛した香り（2017年、ウェブドラマ）- ヤン・ヘジ役
- 全知的片思いの時点シーズン3（2017年、KOKTV）- ヤン・ヘジ役
- 全知的片思いの時点特別編（2017年、KOKTV）- ヤン・ヘジ役
- ドラマステージ - 直立歩行の歴史（2017年、tvN）- パン・チャヨン役
- 金持ちの息子（2018年、MBC）- ソヒ役
- ウンジュノの部屋（2018年、OLIVE）
- 恋に落ちる（2019年、MBC）- イ・シウォン役
- ビッグイシュー～正義か悪か～（2019年、SBS）- ムン・ボヨン役
- 天気が良ければ会いに行きます（2020年、JTBC）- ジ・ウンシル役
- 恋はオン♡エアー中!〜Live on〜（2020年、JTBC）- ジ・ソヒョン役[2]
- わかっていても（2021年、JTBC）- オ・ビンナ役

## 雑誌
- 「bnt」2020年1月号[3]